# Jamendo
Jamendo es una comunidad creada alrededor de la música libre, donde los artistas pueden subir su música gratuitamente y su público descargarla de igual manera. Fundada en enero de 2005, su número de artistas y álbumes alojados ha crecido de manera exponencial desde entonces.

## Características principales
- Música con licencias Creative Commons o Arte Libre.
- Descargas de álbumes enteros por BitTorrent y eDonkey.
- Archivos en formato Ogg Vorbis y MP3.
- Un sistema integrado de recomendación y calificación de álbumes.
- Etiquetas y reseñas hechas por la misma comunidad.
- Streaming de audio de una canción, álbumes enteros o de 'tus favoritos'.
- Hospedaje gratuito para los artistas.
- Enlaces a los sitios oficiales de los artistas.
- Donaciones voluntarias para los artistas a través de Paypal.

## Derechos legales y modos de distribución
Toda la música en Jamendo está bajo alguna de las múltiples licencias Creative Commons, haciendo que sea libre y legal descargarla.
Jamendo propone tener licencias con documentación acreditativa para el ámbito comercial (usos en vídeos publicitarios, documentales,sonidos para páginas internet o cualquier otro uso multimedia). De esta manera, se obtiene un certificado emitido por Jamendo que garantiza el origen de la música y permite hacer frente a posibles reclamaciones por parte de terceros. Eso tiene un coste, lo que también permite a Jamendo incentivar la creatividad de los artistas que colaboran.
Jamendo permite streaming de todos sus álbumes, ya sea en formato MP3 o en OGG Vorbis, también ofrece descargas a través de las redes de BitTorrent y eDonkey.

## Remuneración a los artistas
Jamendo provee la donación voluntaria a los artistas que manifiesten dicho deseo. Los pagos se realizan a través de Paypal y se entregan a los artistas tras descontar los gastos bancarios y 50 céntimos de euro para Jamendo por sus servicios. Entre enero y marzo de 2007, se abrió a modo de prueba un sistema de remuneración adicional mediante el cual el 50% de los ingresos por publicidad serían dados a los artistas que se acogieran al programa.

## Comunidad
Con base en Luxemburgo, Jamendo es internacional. Mientras que el grueso de la comunidad está formado por personas que hablan francés, el sitio también cuenta con versiones en más de 20 idiomas en diferentes estados de traducción, entre ellos español e inglés donde la comunidad está comenzando a crecer. Cada usuario registrado puede colaborar en la traducción partiendo de una base en inglés o francés.

## Hospedaje
Jamendo ofrece hospedaje gratuito para los artistas, siempre y cuando su música sea publicada bajo licencias Creative Commons o Arte Libre.

## Algunos datos
Datos extraídos de las estadísticas públicas de Jamendo a 29 de noviembre de 2007.
- Horas disponibles de música	4.934
- Número total de pistas o canciones	78.443 (+331.557 "diciembre de 2013")
- Número de álbumes disponibles	5.913 (+45.700 "marzo de 2011")
- Número de artistas registrados	337.292
- Número de miembros registrados	212.819
- Tamaño total de los archivos distribuidos	2.65 TB
- Descargas realizadas a través de BitTorrent 	2.580.612
- Número de idiomas disponibles	26